# Kalisz (województwo pomorskie)
Kalisz (dodatkowa nazwa w j. kaszub. Kalisz; niem. Kalisch) – wieś kaszubska w Polsce położona w województwie pomorskim, w powiecie kościerskim, w gminie Dziemiany na obrzeżach Wdzydzkiego Parku Krajobrazowego w kompleksie Borów Tucholskich. Przez Kalisz prowadzą trasy drogi wojewódzkiej nr 235 i linii kolejowej Kościerzyna-Lipusz-Brusy-Chojnice. W skład sołectwa Kalisz wchodzą następujące miejscowości: Jałowe, Leżuchowo, Nowe Słone, Stare Słone, Słupinko i Tomaszewo.
| SIMC    | Nazwa     | Rodzaj    |
| ------- | --------- | --------- |
| 0160695 | Jałowe    | część wsi |
| 0160703 | Leżuchowo | część wsi |
| 0160710 | Tomaszewo | część wsi |

W latach 1975–1998 miejscowość administracyjnie należała do województwa gdańskiego.

## Historia
Około 1880 r. we wsi były 24 zagrody gburskie, 23 zagrodników, szkoła katolicka, poczta, 2 karczmy i młyn.
W końcu 1892 r. wieś liczyła 601 mieszkańców. 568 z nich posługiwało się j. kaszubskim jako ojczystym, 28 niemieckim. Pośród Kaszubów było 562 katolików i 6 ewangelików, pośród Niemców 9 katolików i 19 ewangelików. Mozaikę wyznaniową uzupełniało 5 żydów.
W listopadzie 1906 r. w miejscowej szkole elementarnej rozpoczął się strajk dzieci przeciwko nauczaniu religii w języku niemieckim (jego dalszy przebieg nie jest znany). Z uczestników strajku znane są nazwiska następujących dzieci: M. Szyszka, B. Kobierzyński, J. Sprawka, T. Peplińska, A. Rybiński, M. Laska, Lemańczykowie. Strajk był elementem znacznie większej akcji biernego oporu wobec pruskich władz szkolnych, która na przełomie 1906 i 1907 r. objęła ponad 460 (!) szkół w prowincji Prusy Zachodnie, czyli przedrozbiorowe Pomorze Gdańskie, Powiśle, ziemię chełmińską i ziemię lubawską oraz część Krajny. Inspiracją dla strajków pomorskich były wcześniejsze działania dzieci w prowincji wielkopolskiej, ze słynnym strajkiem we Wrześni (1901) na czele.

## Osoby związane z miejscowością
W roku 1932 urodził się w Kaliszu prof. Edward Breza, językoznawca, wieloletni wykładowca Uniwersytetu Gdańskiego, doktor honoris causa Uniwersytetu Kazimierza Wielkiego, uznany badacz i kodyfikator języka kaszubskiego.